# Текпан-де-Галеана
Текпан-де-Галеана (исп. Técpan de Galeana) — в муниципалитете Текпан-де-Галеана Мексики, входит в штат Герреро. Население 14 136 человек.

## История
В 1326 году город основали ацтеки.